# Jacqueline Fleury
Jacqueline Marié
Pour les articles homonymes, voir Fleury.
Jacqueline Fleury-Marié, née le 12 décembre 1923, est une résistante française, membre du mouvement Défense de la France et agent de liaison du réseau Mithridate. Arrêtée, elle est déportée à Ravensbrück et Buchenwald. Après la guerre, elle milite dans des associations, témoigne, et devient présidente de l'Association nationale des anciennes déportées et internées de la Résistance.

## Biographie
Jacqueline Marié est née le 12 décembre 1923 à Wiesbaden, en Allemagne. Elle est la fille de Désiré Marié (1891-1960), officier du génie, ancien combattant de la Première Guerre mondiale, et de Marceline Parmentier (1896-1960). Elle grandit à Strasbourg où son père est en garnison. Elle pratique le scoutisme au sein des Guides de France à Poitiers.
La famille habite Versailles en 1939 au début de la Seconde Guerre mondiale ; Jacqueline Marié y finit ses études secondaires puis commence une formation pour être assistante sociale. En mai 1940, elle connaît l'exode avec sa mère et son frère. Lorsqu'ils reviennent, leur maison a été pillée,.

### Résistance
Jacqueline Marié a alors 17 ans. Comme ses parents et son frère Pierre, elle refuse l'armistice et entre dans la Résistance, avec laquelle elle était en contact par l'un de ses professeurs. Elle fait partie du réseau Défense de la France, fondé par Philippe et Hélène Viannay, qui imprime et diffuse le journal du même nom. Elle est chargée de transporter et de distribuer ce journal clandestin, dans la région de Versailles et aux usines Renault. Son âge et son allure la rendent peu suspecte,.
Elle fait aussi partie du réseau Mithridate, réseau de renseignement fondé par Pierre-Jean Herbinger, comme agent de liaison de son frère Pierre. Elle doit rechercher les locaux pour envoyer les messages-radio. Elle prend également part à la reproduction des documents. C'est à leur domicile, avec l'accord de leur mère, que se déroulent nombre de réunions du réseau Mithridate, et que sont cachés des jeunes recherchés par la Gestapo.

### Arrestation et déportation
Arrêtée le 27 juillet 1944 en même temps que ses parents, elle est interrogée par la Gestapo et emprisonnée à Fresnes, mise au secret,. Elle y croise Marie Médard, avec qui elle communique en tapant sur les tuyaux en faisant du morse appris chez les guides,. Elle en part le 15 août 1944 par le « convoi des 57000 », emmenée en déportation au camp de concentration de Ravensbrück où elle retrouve sa mère. Elle y retrouve aussi Geneviève de Gaulle et Germaine Tillion, dont la forte solidarité l'aide à garder le moral.
Envoyée le 4 septembre dans un kommando proche de Buchenwald, Jacqueline Marié refuse d'y travailler et est transférée vers un autre kommando, puis vers un troisième, dans la baraque des « fortes têtes ». Elle travaille alternativement pour les sociétés Heeresmuna à Torgau, BMW à Abteroda, Junkers à Markkleeberg.
Elle est lancée par les SS le 13 avril 1945 avec ses compagnes dans une des sinistres « marches de la mort » en direction de la Tchécoslovaquie,. Elle s'en échappe le 29 avril en compagnie de quelques compagnes ; elles sont aidées par des prisonniers de guerre français. Elles assistent le 9 mai à l'arrivée de l'Armée rouge. Ensuite transférée en zone américaine, elle y reçoit les premiers soins. Elle est finalement rapatriée et arrive à l'hôtel Lutétia à Paris le 30 mai 1945,.

### Après-guerre, témoignage et rôle associatif
Rentrée en France, elle est choquée par l'incrédulité qu'elle rencontre. Elle rejoint alors l’Association nationale des anciennes déportées et internées de la Résistance (ADIR), avec Germaine Tillion et Geneviève de Gaulle-Anthonioz. Elle se marie en mars 1946 à Versailles avec Guy Fleury et devient mère de cinq enfants.
Jacqueline Fleury participe à la création du Concours national de la résistance et de la déportation et s'y investit dans les établissements scolaires,. Elle milite aussi dans le cadre d'Amnesty International.
Elle reçoit la cravate de commandeur de la Légion d'honneur des mains de Geneviève de Gaulle-Anthonioz, en 1997.
À la mort de Geneviève de Gaulle-Anthonioz en 2002, Jacqueline Fleury succède à la présidence de l’ADIR, jusqu'en 2006 où cette association passe la main à la Société des familles et amis des anciennes déportées et internées de la Résistance.
Elle est élevée à la dignité de grand-croix dans l'Ordre national du mérite le 14 mai 2013 et de grand-croix de la Légion d'honneur le 14 juillet 2019.
En septembre 2021, elle inaugure l'école élémentaire publique qui porte son nom, l'école Jacqueline Fleury à Versailles.

## Œuvres
- Jacqueline Fleury-Marié, Une famille du refus mais toujours l'espérance, 2013, 194 p., préface de François Boulet.
- Jacqueline Fleury-Marié, Résistante, Calmann Lévy, 2019, 180 pages  (ISBN 978-2-702-16750-2), avec Jérôme Cordelier[13].

## Distinctions
- Grand-croix de la Légion d'honneur
- Grand-croix de l'ordre national du Mérite
- Croix de guerre 1939-1945
- Homologation Forces Françaises Combattantes (FFC) et Déportés et Internés de la Résistance (DIR)[14]